# IC 2448
IC 2448 ist ein planetarischer Nebel im Sternbild Kiel des Schiffs, der im Index-Katalog verzeichnet ist. Der Nebel wurde im Jahr 1898 von der Astronomin Williamina Paton Stevens Fleming entdeckt.